# 小孔新鰻
小孔新鰻，為輻鰭魚綱鰻鱺目糯鰻亞目蛇鰻科新鰻屬的其中一種，分布於西印度洋的紅海海域，棲息在底層水域，屬肉食性，生活習性不明。

## 擴展閱讀
維基物種上的相關：小孔新鰻